# Kis hal
A Kis hal (eredeti cím: Little Fish) 2020-as amerikai sci-fi filmdráma, amelyet Mattson Tomlin forgatókönyvéből Chad Hartigan rendezett, Aja Gabel 2011-es, Little Fish című novellája alapján. A főbb szerepekben Olivia Cooke, Jack O’Connell, Raúl Castillo és Soko látható.
Az Amerikai Egyesült Államokban 2021. február 5-én mutatta be az IFC Films.

## Cselekmény
Az emberek memóriáját megtámadó vírus által okozott járvány aggasztó ütemben terjed a világon. A betegséget NIA-nak vagy „neuroinflammatorikus betegségnek” nevezik, és a betegségben szenvedők hirtelen elfelejtik, kik ők valójában, vagy mit csinálnak, akárcsak egy halász, aki elfelejti, hogyan kell kormányozni a csónakot, és ezért hazaúszik.
A betegség a két friss házaspár házasságára is hatással van, mivel Jude elkezd elfelejteni dolgokat. Feleségét, Emmát ez még nem érinti. Jude fotósként dolgozik, míg Emma az írással próbálkozik. Egy telefonhívás során hamarosan rájön, őt is fenyegeti az a veszély, hogy az édesanyját is elveszítheti a NIA miatt. Egyik barátjuk, egy Ben nevű zenész nemcsak azt felejti el, hogyan kell zenélni, de már saját barátnőjét, Samanthát sem ismeri fel.
Emma nem akar beletörődni abba, hogy a férfi, akit szeret, és akihez majdnem egy éve hozzáment, eltűnik a szeme elől. Együtt próbálják életben tartani az emléküket, hogy kik ők és hogyan szerettek egymásba. Amikor felfedezik az NIA lehetséges ellenszerét, Emma és Jude kipróbálják.

## Szereplők
| Szerep                  | Színész        | Magyar hang   |
| ----------------------- | -------------- | ------------- |
| Emma Ryerson            | Olivia Cooke   | Dobó Enikő    |
| Jude Williams           | Jack O’Connell | Baráth István |
| Benjamin “Ben” Richards | Raúl Castillo  | Gacsal Ádám   |
| Samantha                | Soko           | Lamboni Anna  |

### Magyar változat
- Magyar szöveg: Minya Ágnes
- Hangmérnök: Bederna László
- Vágó: Pilipár Éva
- Gyártásvezető: Vigvári Ágnes
- Szinkronrendező: Orosz Ildikó
- Produkciós vezető: Jávor Barbara

A szinkront a Direct Dub Studios készítette el.

## A film készítése
2019 márciusában bejelentették, hogy Chad Hartigan rendezi Aja Gabel „Little Fish” című novellájának filmadaptációját, a forgatókönyvet Mattson Tomlin írja, a főszerepekben pedig Olivia Cooke, Jack O’Connell, Raúl Castillo és Soko lesz látható. Brian Kavanaugh-Jones, Rian Cahill, Tim Headington, Lia Buman, Chris Ferguson és Tomlin producerként, míg Cooke, Fred Berger, Teddy Schwarzman, Ben Stillman, Michael Heimler és Max Silva a Black Bear Pictures, Automatik, Tango Entertainment és Oddfellows Entertainment bannerek alatt vezető producerként működtek közre.
A forgatás 2019. március 11. és április 12. között zajlott a kanadai Brit Columbiában.

## Fogadtatás
A Rotten Tomatoes weboldalon 91%-os értékelést kapott 80 kritika alapján, az átlagos értékelése 7,3 pont a 10-ből. Az oldal szöveges összefoglalója szerint: „A durva, de felkavaró Kis hal egy pár járvány sújtotta szerelmi történetét használja fel arra, hogy bemutassa az emberi kapcsolatok erejét a nehéz időkben.” A Metacritic oldalán 100-ból 71 pontott kapott (11 kritika alapján), ami „általánosságban kedvező” értékelést eredményezett.